# Football Club København 2011-2012
Questa pagina raccoglie i dati riguardanti il Football Club København nelle competizioni ufficiali della stagione 2011-2012.

## Stagione
Prima dell'inizio della stagione, Roland Nilsson fu scelto come nuovo allenatore del club, in sostituzione di Ståle Solbakken. Il 9 gennaio 2012, però, il tecnico svedese fu licenziato. Per sostituirlo, fu scelto Carsten Vagn Jensen. Il 17 maggio 2012, il Copenaghen vinse la quinta Coppa di Danimarca della sua storia, grazie a un successo per 1-0 contro lo Horsens, con una rete di Claudemir. Contemporaneamente, il club si trovava in testa al campionato con 2 punti di vantaggio sulla prima inseguitrice, il Nordsjælland. Il Nordsjælland riuscì però a recuperare questo gap e a vincere il titolo, per la prima volta nella sua storia; il Copenaghen arrivò dunque secondo. Johan Wiland fu il calciatore più utilizzato in campionato, giocando tutte le 33 partite stagionali del Copenaghen. N'Doye fu il miglior marcatore assoluto, con 26 reti (19 in campionato, 7 nelle coppe). Il calciatore più utilizzato tra tutte le competizioni, invece, fu Cristian Bolaños: il costaricano giocò infatti 47 incontri.

## Maglie e sponsor
Lo sponsor tecnico per la stagione 2011-2012 fu Kappa, mentre lo sponsor ufficiale fu Carlsberg. La divisa casalinga era completamente bianca, con rifiniture blu. Quella da trasferta era totalmente nera, con delle sottili strisce blu sulla maglia.
| Casa | Trasferta |

## Rosa
| N. |                      | Ruolo | Calciatore          |
| -- | -------------------- | ----- | ------------------- |
| 1  | Danimarca (bandiera) | P     | Kim Christensen     |
| 2  | Danimarca (bandiera) | D     | Lars Jacobsen       |
| 3  | Svezia (bandiera)    | D     | Pierre Bengtsson    |
| 4  | Danimarca (bandiera) | D     | Kris Stadsgaard     |
| 5  | Islanda (bandiera)   | D     | Sölvi Ottesen       |
| 6  | Brasile (bandiera)   | C     | Claudemir           |
| 7  | Norvegia (bandiera)  | A     | Mustafa Abdellaoue  |
| 7  | Danimarca (bandiera) | C     | Martin Bergvold     |
| 8  | Norvegia (bandiera)  | C     | Christian Grindheim |
| 9  | Norvegia (bandiera)  | A     | Morten Nordstrand   |
| 11 | Brasile (bandiera)   | A     | César Santin        |
| 12 | Svezia (bandiera)    | D     | Peter Larsson       |
| 13 | Senegal (bandiera)   | A     | Pape Paté Diouf     |
| 14 | Senegal (bandiera)   | A     | Dame N'Doye         |
| 15 | Danimarca (bandiera) | C     | Johnny Thomsen      |
| 16 | Danimarca (bandiera) | C     | Thomas Kristensen   |

| N. |                       | Ruolo | Calciatore         |
| -- | --------------------- | ----- | ------------------ |
| 17 | Islanda (bandiera)    | D     | Ragnar Sigurðsson  |
| 18 | Danimarca (bandiera)  | A     | Kenneth Zohore     |
| 19 | Costa Rica (bandiera) | D     | Bryan Oviedo       |
| 20 | Danimarca (bandiera)  | C     | Martin Vingaard    |
| 21 | Svezia (bandiera)     | P     | Johan Wiland       |
| 22 | Danimarca (bandiera)  | C     | Johan Absalonsen   |
| 23 | Danimarca (bandiera)  | A     | Søren Frederiksen  |
| 24 | Danimarca (bandiera)  | A     | Youssef Toutouh    |
| 25 | Danimarca (bandiera)  | D     | Mathias Jørgensen  |
| 26 | Costa Rica (bandiera) | D     | Cristian Gamboa    |
| 27 | Danimarca (bandiera)  | C     | Thomas Delaney     |
| 28 | Danimarca (bandiera)  | A     | Saban Özdogan      |
| 30 | Costa Rica (bandiera) | A     | Cristian Bolaños   |
| 33 | Danimarca (bandiera)  | A     | Andreas Cornelius  |
| 34 | Danimarca (bandiera)  | D     | Christoffer Remmer |

## Calciomercato

### Sessione estiva(dal 01/07 al 31/08)
| Acquisti | Acquisti            | Acquisti     | Acquisti      |
| R.       | Nome                | da           | Modalità      |
| -------- | ------------------- | ------------ | ------------- |
| D        | Cristian Gamboa     | Fredrikstad  | definitivo    |
| D        | Lars Jacobsen       | svincolato   |               |
| D        | Peter Larsson       | Helsingborg  | fine prestito |
| D        | Bryan Oviedo        | Nordsjælland | fine prestito |
| D        | Ragnar Sigurðsson   | IFK Göteborg | definitivo    |
| C        | Christian Grindheim | Heerenveen   | definitivo    |
| C        | Johnny Thomsen      | SønderjyskE  | definitivo    |
| A        | Pape Paté Diouf     | Molde        | definitivo    |
| A        | Søren Frederiksen   | SønderjyskE  | fine prestito |
| A        | Morten Nordstrand   | Nordsjælland | fine prestito |
| A        | Youssef Toutouh     | Hvidovre     | definitivo    |

| Cessioni | Cessioni         | Cessioni    | Cessioni      |
| R.       | Nome             | a           | Modalità      |
| -------- | ---------------- | ----------- | ------------- |
| D        | Mikael Antonsson |             | svincolato    |
| D        | Jos Hooiveld     | Southampton | prestito      |
| D        | Danni Jensen     |             | svincolato    |
| D        | Zdeněk Pospěch   |             | svincolato    |
| D        | Oscar Wendt      |             | svincolato    |
| C        | William Kvist    | Stoccarda   | definitivo    |
| A        | Jesper Grønkjær  |             | fine carriera |

### Sessione invernale(dal 01/01 al 31/12)
| Acquisti | Acquisti           | Acquisti   | Acquisti   |
| R.       | Nome               | da         | Modalità   |
| -------- | ------------------ | ---------- | ---------- |
| D        | Kris Stadsgaard    | svincolato |            |
| A        | Mustafa Abdellaoue | Vålerenga  | definitivo |

| Cessioni | Cessioni          | Cessioni    | Cessioni   |
| R.       | Nome              | a           | Modalità   |
| -------- | ----------------- | ----------- | ---------- |
| D        | Jos Hooiveld      | Southampton | definitivo |
| C        | Martin Bergvold   | Lyngby      | prestito   |
| C        | Johnny Thomsen    | Randers     | definitivo |
| A        | Johan Absalonsen  | Horsens     | prestito   |
| A        | Søren Frederiksen | Vejle       | prestito   |
| A        | Saban Özdogan     |             | svincolato |
| A        | Kenneth Zohore    | Fiorentina  | definitivo |

## Risultati

### Superligaen
| Arbitro: | Hansen (Østerbro) |

|  |           |                       |
|  | Marcatori | 15’ Santin 90’ N'Doye |

| Arbitro: | Christoffersen |

|                  |           |  |
| Ottesen 18’, 40’ | Marcatori |  |

| Arbitro: | Kehlet |

|                            |           |  |
| Nordstrand 16’ Delaney 90’ | Marcatori |  |

| Arbitro: | Kehlet |

|                          |           |                                                   |
| Sørensen 47’ Thomsen 83’ | Marcatori | 20’ Diouf 63’ Santin 82’ Nordstrand 90’ Claudemir |

| Arbitro: | Hansen (Østerbro) |

|                 |           |  |
| N'Doye 74’, 90’ | Marcatori |  |

| Arbitro: | Rasmussen (Odense) |

|  |           |                   |
|  | Marcatori | 45’ (rig.) Santin |

| Arbitro: | Hermansen |

|                       |           |            |
| Santin 14’ N'Doye 42’ | Marcatori | 66’ Flinta |

| Arbitro: | Jensen |

|  |           |            |
|  | Marcatori | 13’ Santin |

| Arbitro: | Larsen (Odense) |

|                           |           |  |
| Sigurðsson 82’ N'Doye 88’ | Marcatori |  |

| Arbitro: | Jensen |

|              |           |                       |
| Thygesen 37’ | Marcatori | 59’ N'Doye 90’ Santin |

| Arbitro: | Svendsen |

|            |           |               |
| N'Doye 67’ | Marcatori | 90’ Jørgensen |

| Arbitro: | Larsen (Odense) |

|                     |           |  |
| Mehl 38’ Macena 90’ | Marcatori |  |

| Arbitro: | Jensen |

|            |           |                                            |
| N'Doye 81’ | Marcatori | 22’ Christensen 31’ Mikkelsen 66’ Stokholm |

| Arbitro: | Laursen |

|            |           |                             |
| Jensen 34’ | Marcatori | 45’ Ottesen 57’, 71’ Santin |

| Arbitro: | Kehlet |

|                                    |           |  |
| Claudemir 65’ Diouf 74’ Santin 90’ | Marcatori |  |

| Arbitro: | Jensen |

|                           |           |            |
| Goodson 18’ Rasmussen 81’ | Marcatori | 41’ N'Doye |

| Copenaghen 27 novembre 2011, ore 16:00 17ª giornata                                   | Copenaghen | 2 – 4 referto      | HB Køge | Parken Stadium (7.653 spett.) |
| \| \| \| \| \| Santin 73’ (rig.) Nordstrand 74’ \| Marcatori \| 36’ Christoffersen \| |            |                    |         |                               |
|                                                                                       |            |                    |         |                               |
| Santin 73’ (rig.) Nordstrand 74’                                                      | Marcatori  | 36’ Christoffersen |         |                               |

| Copenaghen 4 dicembre 2011, ore 18:00 18ª giornata | Copenaghen | 0 – 0 referto | Aarhus | Parken Stadium (11.690 spett.)\| Arbitro: \| Johansen \| |
| Arbitro:                                           | Johansen   |               |        |                                                          |

| Arbitro: | Johansen |

|              |           |            |
| Helenius 90’ | Marcatori | 90’ N'Doye |

| Arbitro: | Kristoffersen |

|                            |           |  |
| N'Doye 37’ Vibe 64’ (aut.) | Marcatori |  |

| Copenaghen 18 marzo 2012, ore 18:00 21ª giornata | Copenaghen | 0 – 0 referto | Midtjylland | Parken Stadium (14.440 spett.)\| Arbitro: \| Tykgaard \| |
| Arbitro:                                         | Tykgaard   |               |             |                                                          |

| Silkeborg 25 marzo 2012, ore 16:00 22ª giornata | Silkeborg       | 0 – 0 referto | Copenaghen | Mascot Park (6.107 spett.)\| Arbitro: \| Larsen (Odense) \| |
| Arbitro:                                        | Larsen (Odense) |               |            |                                                             |

| Arbitro: | Christoffersen |

|               |           |                            |
| Mortensen 83’ | Marcatori | 45’, 88’ N'Doye 76’ Santin |

| Arbitro: | Kehlet |

|                           |           |  |
| Diouf 41’ N'Doye 51’, 90’ | Marcatori |  |

| Aarhus 9 aprile 2012, ore 18:00 25ª giornata | Aarhus    | 0 – 0 referto | Copenaghen | Atletion (10.591 spett.)\| Arbitro: \| Rasmussen \| |
| Arbitro:                                     | Rasmussen |               |            |                                                     |

| Arbitro: | Kehlet |

|  |           |                                                               |
|  | Marcatori | 6’ Kristensen 59’ Santin 71’ Ottesen 77’ Abdellaoue 88’ Diouf |

| Arbitro: | Hansen (Østerbro) |

|                              |           |               |
| Santin 43’ (rig.) Oviedo 71’ | Marcatori | 66’ Fagerberg |

| Arbitro: | Poulsen |

|                            |           |  |
| Bolaños 7’ (58) N'Doye 17’ | Marcatori |  |

| Arbitro: | Tykgaard |

|              |           |  |
| Beckmann 54’ | Marcatori |  |

| Arbitro: | Hansen (Østerbro) |

|                   |           |            |
| N'Doye 82’ (rig.) | Marcatori | 62’ Skoubo |

| Arbitro: | Rasmussen (Odense) |

|                        |           |                         |
| Héðinsson 41’ Vibe 49’ | Marcatori | 76’ Bolaños 84’ Ottesen |

| Arbitro: | Kehlet |

|           |           |  |
| Olsen 66’ | Marcatori |  |

| Arbitro: | Hermansen |

|                           |           |            |
| Abdellaoue 18’ N'Doye 61’ | Marcatori | 69’ Pourié |

### Coppa di Danimarca
| Arbitro: | Johansen |

|  |           |                 |
|  | Marcatori | 33’, 40’ Santin |

| Arbitro: | Hansen (Østerbro) |

|  |           |                                  |
|  | Marcatori | 37’ Diouf 44’ N'Doye 52’ Ottesen |

| Arbitro: | Johansen |

|                       |           |  |
| Ottesen 88’ Diouf 90’ | Marcatori |  |

| Arbitro: | Kristoffersen |

|               |           |  |
| Abdellaoue 4’ | Marcatori |  |

| Arbitro: | Kehlet |

|                                            |           |                                   |
| Héðinsson 16’ Paulsen 28’ Antipas 43’, 56’ | Marcatori | 13’, 53’ N'Doye 84’ (rig.) Santin |

| Arbitro: | Christoffersen |

|  |           |               |
|  | Marcatori | 42’ Claudemir |

### Champions League
| Arbitro: | Radovanović |

|            |           |  |
| Ottesen 4’ | Marcatori |  |

| Arbitro: | Özkahya |

|  |           |                        |
|  | Marcatori | 42’ N'Doye 73’ Bolaños |

| Arbitro: | Atkinson |

|             |           |                                        |
| Ottesen 69’ | Marcatori | 52’ (aut.) Ottesen 59’ Pilař 79’ Fillo |

| Arbitro: | Velasco Carballo |

|                        |           |             |
| Bakoš 67’ Ďuriš 90'+3’ | Marcatori | 32’ Bolaños |

### Europa League
| Arbitro: | Todorov |

|                       |           |  |
| Nordstrand 54’ (rig.) | Marcatori |  |

| Arbitro: | Kakos |

|                                |           |  |
| Seijas 57’ Felipe 72’ Kanu 79’ | Marcatori |  |

| Arbitro: | Duhamel |

|                      |           |                       |
| Pander 29’ Pinto 81’ | Marcatori | 67’ N'Doye 89’ Santin |

| Arbitro: | Braamhaar |

|            |           |                            |
| N'Doye 67’ | Marcatori | 71’ Schlaudraff 74’ Stindl |

| Arbitro: | Kulbakov |

|                   |           |            |
| N'Doye 31’ (aut.) | Marcatori | 37’ N'Doye |

| Arbitro: | Göçek |

|  |           |               |
|  | Marcatori | 31’ Batshuayi |

## Statistiche

### Statistiche di squadra
| Competizione       | Punti | In casa | In casa | In casa | In casa | In casa | In casa | In trasferta | In trasferta | In trasferta | In trasferta | In trasferta | In trasferta | Totale | Totale | Totale | Totale | Totale | Totale | DR  |
| Competizione       | Punti | G       | V       | N       | P       | Gf      | Gs      | G            | V            | N            | P            | Gf           | Gs           | G      | V      | N      | P      | Gf     | Gs     | DR  |
| ------------------ | ----- | ------- | ------- | ------- | ------- | ------- | ------- | ------------ | ------------ | ------------ | ------------ | ------------ | ------------ | ------ | ------ | ------ | ------ | ------ | ------ | --- |
| Superliga danese   | 47    | 17      | 11      | 5       | 1       | 30      | 12      | 16           | 8            | 4            | 4            | 25           | 14           | 33     | 19     | 9      | 5      | 55     | 26     | +29 |
| Coppa di Danimarca | -     | 2       | 2       | 0       | 0       | 3       | 0       | 4            | 3            | 0            | 1            | 9            | 4            | 6      | 5      | 0      | 1      | 12     | 4      | +8  |
| Champions League   | -     | 2       | 1       | 0       | 1       | 2       | 3       | 2            | 1            | 0            | 1            | 3            | 2            | 4      | 2      | 0      | 2      | 5      | 5      | 0   |
| Europa League      | -     | 3       | 1       | 0       | 2       | 2       | 3       | 3            | 0            | 2            | 1            | 3            | 6            | 6      | 1      | 2      | 3      | 5      | 9      | -4  |
| Totale             | -     | 14      | 10      | 3       | 1       | 37      | 19      | 16           | 10           | 2            | 4            | 70           | 38           | 30     | 20     | 5      | 5      | 80     | 39     | +41 |

### Statistiche dei giocatori
| Giocatore      | Superligaen | Superligaen | Coppa di Danimarca | Coppa di Danimarca | Champions League | Champions League | Totale   | Totale |
| Giocatore      | Presenze    | Reti        | Presenze           | Reti               | Presenze         | Reti             | Presenze | Reti   |
| -------------- | ----------- | ----------- | ------------------ | ------------------ | ---------------- | ---------------- | -------- | ------ |
| M. Abdellaoue  | 9           | 2           | 3                  | 1                  | 0                | 0                | 12       | 3      |
| J. Absalonsen  | 6           | 0           | 1                  | 0                  | 4+2              | 0                | 13       | 0      |
| P. Bengtsson   | 27          | 0           | 3                  | 0                  | 4+4              | 0                | 38       | 0      |
| M. Bergvold    | 3           | 0           | 2                  | 0                  | 0+1              | 0                | 6        | 0      |
| C. Bolaños     | 32          | 3           | 4                  | 0                  | 5+6              | 2+0              | 47       | 5      |
| K. Christensen | 0           | 0           | 6                  | 0                  | 0                | 0                | 6        | 0      |
| Claudemir      | 24          | 2           | 4                  | 1                  | 3+4              | 0                | 35       | 3      |
| A. Cornelius   | 2           | 0           | 0                  | 0                  | 0                | 0                | 2        | 0      |
| T. Delaney     | 19          | 1           | 1                  | 0                  | 3+4              | 0                | 27       | 1      |
| P. Diouf       | 18          | 4           | 6                  | 2                  | 4+5              | 0                | 33       | 6      |
| S. Frederiksen | 0           | 0           | 0                  | 0                  | 0                | 0                | 0        | 0      |
| C. Gamboa      | 0           | 0           | 1                  | 0                  | 0+1              | 0                | 2        | 0      |
| C. Grindheim   | 30          | 0           | 5                  | 0                  | 4+5              | 0                | 44       | 0      |
| L. Jacobsen    | 25          | 0           | 3                  | 0                  | 0                | 0                | 28       | 0      |
| T. Kristensen  | 25          | 1           | 5                  | 0                  | 2+4              | 0                | 36       | 1      |
| P. Larsson     | 4           | 0           | 1                  | 0                  | 0                | 0                | 5        | 0      |
| D. N'Doye      | 30          | 19          | 5                  | 3                  | 3+6              | 1+3              | 44       | 26     |
| M. Nordstrand  | 18          | 3           | 4                  | 0                  | 3+4              | 0+1              | 29       | 4      |
| S. Ottesen     | 24          | 5           | 2                  | 2                  | 4+6              | 2+0              | 36       | 9      |
| B. Oviedo      | 20          | 1           | 6                  | 0                  | 1+4              | 0                | 31       | 1      |
| S. Özdogan     | 0           | 0           | 0                  | 0                  | 0                | 0                | 0        | 0      |
| C. Santin      | 31          | 13          | 4                  | 3                  | 3+6              | 0+1              | 44       | 17     |
| R. Sigurðsson  | 24          | 1           | 5                  | 0                  | 3+6              | 0                | 38       | 1      |
| K. Stadsgaard  | 11          | 0           | 3                  | 0                  | 0                | 0                | 14       | 0      |
| J. Thomsen     | 7           | 0           | 2                  | 0                  | 3+5              | 0                | 17       | 0      |
| Y. Toutouh     | 3           | 0           | 1                  | 0                  | 0                | 0                | 4        | 0      |
| M. Vingaard    | 13          | 0           | 3                  | 0                  | 0+2              | 0                | 18       | 0      |
| J. Wiland      | 33          | 0           | 0                  | 0                  | 4+6              | 0                | 43       | 0      |
| K. Zohore      | 0           | 0           | 1                  | 0                  | 0                | 0                | 1        | 0      |